# Гуцулка Ксеня (пісня)
«Гуцулка Ксеня» — українська пісня-танго, що стала однією з найвідоміших українських пісень у XX ст. у світі.

## Історія створення
Існує дві версії створення пісні.

### Версія перша
Автор — український композитор, диригент, педагог і музично-громадський діяч Ярослав Барнич, про що й свідчить племінниця композитора Олена Вергановська, у коломийському будинку якої часто бував Ярослав Барнич, приїжджаючи зі Станиславова. Тут він і працював над улюбленою народом піснею «Гуцулка Ксеня» — це підтверджують учні та сучасники митця.
Дівчиною-прообразом героїні пісні була вродлива Ксеня Клиновська з Небилова (біля Перегінська Рожнятівського району Івано-Франківської області, на межі Бойківщини й Гуцульщини). Вона вчилась у композитора в Станиславові і надихнула його на створення пісенного шедевра. Протягом останніх десятиріч встановити істину намагалися неодноразово, проте не вистачало документальних матеріалів.
У 1938 році Ярослав Барнич написав за мотивами пісні відому оперету «Гуцулка Ксеня»

### Версія друга
Автор — учитель зі села Семигинів Стрийського району Львівської області Роман Савицький, який цікавився музикою все своє життя, хоча не мав спеціалізованої музичної освіти.
У ті роки Станіслав був центром у сфері української музичної культури. Активна участь у музичному житті міста була одним з найсильніших стимулів для композиторської діяльності. Свою літню відпустку Савицький проводив, як правило, у домі двоюрідної сестри Ірини Бурачинської, яка жила в селі Шешори на Косівщині. Сестра мала вродливу доньку Ксеню, яка дуже любила свого дядька Романа. На одному з вечорів, коли молодь забавлялася під час вакацій, десятирічну племінницю Савицького обрали «королевою» вечора: Ксеня виявилася дуже веселою та дотепною, кожному давала якісь доручення, а до свого дядька звернулася з проханням написати таку пісню, щоб уся Гуцульщина її співала. Незабаром слова пісні було написано, а на музику їх згодом поклав І. Недільський.
Нотний текст (оригінал) "Гуцулки Ксені" [Архівовано 11 травня 2021 у Wayback Machine.]
А Ярослав Барнич, згідно з цією версією, 1938 року написав однойменну оперету, використавши мотиви пісні.

## Текст пісні
| Темна нічка гори вкрила Полонину всю залила, А в ній постать сніжно-біла Гуцул Ксеню в ній впізнав. Він дивився в очі сині, Тихо спершись на соснині, І слова ніжні любовні Він до неї промовляв: Гуцулко Ксеню, Я тобі на трембіті Лиш одній в цілім світі Розкажу про любов. Вже пройшло гаряче літо, Гуцул іншу любить скрито, А гуцулку синьооку Він в останню ніч прощав. Черемоша грали хвилі Сумували очі сині тільки вітер на соснині Сумно пісню вигравав. Душа страждає, Звук трембіти лунає, А що серце кохає, Бо гаряче, мов жар. |

| Темна нічка гори вкрила, Полонину всю залила, А в ній постать сніжно-біла, - Гуцул Ксеню в ній впізнав. Він дивився в очі сині, Тихо спершись на соснині, І слова палкі любові Він до неї промовляв: Гуцулко Ксеню, Я тобі на трембіті Лиш одній в цілім світі Розкажу про любов. Душа страждає, Звук трембіти лунає, А що серце кохає, Бо гаряче, мов жар. Вже пройшло гаряче літо, Гуцул іншу любив скрито, А гуцулку чорнобриву Він в останню ніч прощав. В Черемоші грали хвилі, Сумували очі сині, Тільки вітер на соснині Сумно пісню вигравав: Гуцулко Ксеню, Я тобі на трембіті Лиш одній в цілім світі Розкажу про любов. Душа страждає, Звук трембіти лунає, А що серце кохає, Бо гаряче, мов жар. |

| —1— Сонні гори нічка вкрила Полонину всю манила Ніжно череду пестила: Молодий вівчар не спав Він у ранішній хвилині Ксеню стрів на полонині І одній в гірській країні На трембіті тужно грав —Приспів— Гуцулко Ксеню Я тобі на трембіті Лиш одній в цілім світі Розкажу про свій жаль Душа страждає Звук трембіти лунає... А що серце кохає Бо гаряче мов жар —2— В кожну ніченьку пестливу Він дививсь у млу зрадливу Бачив постать срібно сиву В ній гуцулку пізнавав Тихо спершись на ворінні В очі він дививсь невинні І слова ці безупинні Про кохання присягав <Приспів> —3— Покохав дівчину скрито І пройшло гаряче літо; Буря йшла несамовито В ліс вівчар отару гнав Черемоша били хвилі Бігла Ксеня у безсиллі На стрімкому впала шпилі Сумно вітер завивав <Приспів> —4— Череду лишав щоночі Та шукав сліди дівочі Як знайшов закриті очі Їх востаннє цілував Важко спершись на соснині З болем серця грав дівчині, Щоб і гори чули сині Як гуцулку він кохав <Приспів> |

## У кінематографі
- «Гуцулка Ксеня» (1956) — фільм-запис лібрето оперети Ярослава Барнича, який було вперше представлено 22 січня 1956 року. Кінокомпанія: Orbit Film Corporation.[6][7]

- «Гуцулка Ксеня» (2019) — фільм-мюзикл режисера Олени Дем'яненко знятий на основі лібрето оперети Ярослава Барнича, який було вперше представлено 7 березня 2019. Кінокомпанія: Гагарін медіа.[8]

- Також пісня «Гуцулка Ксеня» є частиною саундтреку кінострічки «Кіборги» (2017), режисера Ахтема Сеітаблаєва, в якому виступає як музична тема одного з головних героїв — Серпня.